# ST Format
ST Format, brittisk Atari-tidning som trots namnet även berörde Ataris Falcon-dator och Jaguar-konsol. ST Format var ett resultat av att tidningen ST Amiga Format delades upp i två separata delar varav den andra döptes till Amiga Format. Tidskriften gavs ut 1989 - 1996 av Future Publishing. Det allra sista numret av ST Format kom ut Sep 1996. 
Med varje nummer följde en diskett med diverse program/spel. För det mesta var det demoversioner av spel eller fria program som följde med på disketten, men ibland så lyckades ST Format få till stånd ett specialavtal och skicka med en fullversion av något program eller spel. Det hände till och med att de olika Atari ST tidningarna krigade om vem som kunde få ensamrätten till någon exklusiv specialversion av något spel eller program för att locka fler läsare. Det var inte ovanligt att man kunde läsa på framsidan av tidningen att man fick program eller spel för så eller så mycket pengar, helt gratis. Så disketten var ganska viktig för de flesta Atari ST tidningar. Ett problem var att de tidiga Atari ST datorerna var utrustade med enkelsidig 320 Kb diskdrive, därför fick tidningarna ofta använda ett specialformat på disketterna som gjorde det möjligt för alla Atari ST modeller att läsa disketten oavsett om man hade en enkelsidig eller dubbelsidig diskdrive. Senare övergavs det helt och hållet då i princip alla Atari ST ägare hade en standard 720 Kb diskdrive som kunde läsa vanliga DD disketter. Packning användes också i stor utsträckning för att trycka ned så mycket som möjligt på disketten. Det hände även ibland att det skickades med 2 disketter med tidningen, ofta i specialupplagor av ST Format.
ST Format var en av de tidningar som försökte täcka alla aspekter på Atari ST, från nyttoprogram till spel, från midi till programmering. ST Format var i många år den mest sålda tidningen för Atari ST. Från början och fram till slutet på 1992 fanns det gott om spel och program att skriva om, sedan blev tidningen tunnare och tunnare och man fick börja fylla ut med mycket artiklar om PD program, frågor, tips mm. Absoluta höjdpunkten för ST Format var i slutet på 1990 och början på 1991, då var det inte ovanligt att numren var flera hundra sidor tjocka. Största numren av ST Format var Dec 1990 och Jan 1991 upplagorna som båda var på 220 sidor.
Konkurrensen var hård från andra engelska tidningar som Atari ST User, ST Review, ST World och ST Action. Dessa tidningar lades dock ned betydligt tidigare än ST Format.